# زمان شروع (مجموعه تلویزیونی)
زمان شروع (انگلیسی: Startime) یک مجموعه آنتولوژی درام، کمدی و متنوع بود که یکی از اولین برنامه‌های تلویزیونی آمریکا محسوب می‌شد که با رنگ پخش می‌شد. این برنامه شب‌های سه شنبه در ایالات متحده از تلویزیون ان‌بی‌سی پخش می‌شد. آلفرد هیچکاک در تولید این سریال نقش داشته و یک قسمت از آن را هم کارگردانی کرده است.